# Notoryctes
Notoryctes is een geslacht van buidelmollen uit de familie Notoryctidae (Buidelmollen) die enkel voorkomt in Australië.

## Soorten
- Notoryctes caurinus (Thomas, 1920) – Kleine buidelmol
- Notoryctes typhlops (Stirling, 1889) – Gewone buidelmol

Kleine buidelmol (N. caurinus) · Gewone buidelmol (N. typhlops)